# El otro lado de la cama
El otro lado de la cama és una pel·lícula espanyola estrenada el 5 de maig de 2002, protagonitzada per Ernesto Alterio, Guillermo Toledo, Paz Vega i Natalia Verbeke, dirigida per Emilio Martínez-Lázaro i produïda per José Herrero de Egaña.
La pel·lícula és una comèdia musical la direcció musical de la qual va estar a càrrec de Roque Baños i en ella els protagonistes interpreten cançons de cantants i grups com Kiko Veneno, Tequila, Mastretta, Los Rodríguez o Coque Malla.
En 2005 es va estrenar una seqüela anomenada Los 2 lados de la cama en la qual també participen Ernesto Alterio i Guillermo Toledo, entre d'altres.
En el 7 de gener es va estrenar l'obra a l'Argentina, però amb actors i actrius d'aquest país (Benjamín Rojas, Sofía Pachano, Gimena Accardi i Nicolás Vázquez) a més es va sumar una parella més a la història.

## Argument
Sonia i Javier porten diversos anys vivint junts i diversos més sent promesos. Pedro i Paula no viuen junts, però sí que són promesos des de fa diversos anys. O eren, perquè ella s'ha enamorat d'un altre i li diu allò de «prefereixo que siguem amics». La situació de Javier és bastant espinosa: d'una banda ha d'aguantar les pressions de Paula que li demana que només sigui amic de Sonia, i per un altre ha d'intentar que Pedro no s'assabenti que és ell qui està amb la seva antiga promesa, la qual cosa tampoc és fàcil perquè per a Pedro en aquest moment la vida només té un sentit: descobrir amb qui està Paula. Entretant van apareixent nous personatges: Rafa i Carlos, dos amics de Pedro i Javier, el primer un taxista amb una curiosa visió de la vida i el segon un noi que mai acaba les frases que comença; Antonio Sagaz, l'estrafolari detectiu que contracta Pedro perquè descobreixi qui és l'amant de Paula; Pilar, una noia una mica psicòpata que s'enamora perdudament de Pedro, i Lucía, una actriu amiga de Sonia, maca, simpàtica i lesbiana, cosa que tindrà molta importància en la història...

## Repartiment principal
- Paz Vega - Sonia
- Ernesto Alterio - Javier
- Guillermo Toledo - Pedro
- Natalia Verbeke - Paula
- Alberto San Juan - Rafa
- Secun de la Rosa - Carlos
- María Esteve - Pilar
- Ramón Barea - Sagaz
- Nathalie Poza - Lucía
- Blanca Marsillach - Mónica
- Leticia Dolera - Jennifer
- Javier Gutiérrez - Fernando

Relat d'obra Musical Argentina
- Benjamín Rojas - Pedro
- Nicolás Vázquez -Javier
- Sofía Pachano - Paula
- Gimena Accardi - Sonia
- Sofía González Gil
- Francisco Ruiz Barlett

## Adaptacions
- En el 2006 es va estrenar la pel·lícula francesa On va s'aimer, que és un remake de l'espanyola.[5]
- La productora Telespan 2000 ha venut els seus drets a la italiana Cattleya perquè aquests realitzin una adaptació.[6]

## Premis
La pel·lícula va ser candidata als Premis Goya atorgats a:
- Millor Pel·lícula: Candidata
- Més ben Director: Candidata
- Millor Actor de Repartiment (Alberto San Juan): Candidat
- Millor Actriu de Repartiment (María Esteve): Candidata
- Millor Actor Revelació (Guillermo Toledo): Candidat
- Millor So: Guanyadora

L'any 2002 va guanyar la Biznaga d'Or al Millor Llargmetratge en el V Festival de Màlaga. També va guanyar un dels Premis Ondas 2002 per l'actriu Natalia Verbeke.